# A fejedelem gyermekkora (könyv)
A A fejedelem gyermekkora egy életrajzi könyv, amely II. Rákóczi Ferenc erdélyi fejedelem első tizenkét évét meséli el, egészen 1676-tól, születésétől 1688-ig, a gyermek II. Rákóczi Ferenc Bécsbe indulásáig. R. Várkonyi Ágnes történész, a Tudományos Akadémia rendes tagja írta.

## A könyv története és kiadásai
A könyvet a főleg a kuruc korral foglalkozó történész és a Magyar Tudományos Akadémia rendes tagja, R. Várkonyi Ágnes írta és először 1989-ben adta ki a Móra Könyvkiadó. A könyv II. Rákóczi Ferenc erdélyi fejedelem gyermekkorát mutatja be. 2002-ben a könyvet átdolgozva és bővítve és új borítóval újra kiadta a Magyar Könyvklub könyvkiadó.

## Tartalomjegyzék
- Az eltűnt gyermekkor (Bevezetés)
- I. "Az gyönyörűségünkre való gyermek"
- Láthatatlan háborúban
- Bölcső a hadak útján
- "Amíg nem üti lába a földet"
- Az életben maradás esélyei
- A pataki udvar
- Játék – a cselekvés öröme
- Aki lángot látni akar
- Rontás és varázslat?
- Árgírus királyfi és más csodás történetek

II. Labirintusország
- Az üstökös
- Messziről jött ezredes
- Erdély
- Zborói mulatságok
- A természet parancsa
- Sárkányfogas címer
- Befalazott kincsek
- A bölcsességnek kezdete
- A szent békesség ára
- III. Fejedelmek serkentő órája Mint hamvából főnix
- Az atnámé
- Táborban
- A félelem pillanata
- Akit el akartak veszejteni
- Összeesküvés!
- Regéci tanulmányok
- "Világoskodó lámpások"
- Túsznak Konstantinápolyba?
- IV. Az ostrom
- A gyermekeknek légyen grácia
- Az országért
- Kinek a dicsősége?
- Éjszakai bombázások
- Se töröké, se németé ne legyünk
- Fordul a világ kereke.
- A vesztőhely
- Királyi ajándékok
- Az utolsó karácsony Munkácson
- A fejedelem visszanéz (Utószó)
- Időrendi áttekintés
- Források és irodalom